# Denis & Denis
Denis & Denis je hrvatski elektro-pop sastav iz Rijeke, osnovan 1982. godine.
Sastav je objavio četiri studijska albuma Čuvaj se! (1984.), Ja sam lažljiva (1985.), Budi tu (1988.).  i Restart (2013.). I u bivšoj Jugoslaviji bili su jedan su od najpopularnijh sastava, koji je često bio na naslovnicama raznih časopisa i glazbenih novina.

## Povijest sastava
Nakon što se sastav Vrijeme i zemlja raspao početkom 1980-ih, Davor Tolja (1957.) osniva sastav Toljina funk-selekcija s kojom 1982. godine nastupa na Ri-rocku. Sastav su činili Davor Tolja i Marina Perazić te su 1982. godine osnovali pop duo Denis & Denis. Marina je prije toga pjevala u zboru "Jeka primorja", dok je tijekom studija građevine bila članica mulitmedijalnog sastava Sigma Tau.
Sastav Denis & Denis je vrlo brzo postigao uspjeh, za što su bili zaslužni efektni demosnimci i Marinin seksipilni vokal. Gotovo su preko noći osvojili sve veće radio postaje u bivšoj Jugoslaviji. Prvi nastup imali su krajem 1982. godine u riječkoj Dvorani mladosti kao predizvođači sastavu Boa, dok 1983. godine dobivaju veliku medijsku pozornost. Sljedeće godine objavljuju svoj prvi studijski album pod nazivom Čuvaj se!, kojeg je najavio hit singl "Program tvog kompjutera" (B-strana skladba "Noć"). Materijal se sastojao od kolekcije potencijalnih hit-singlova te je teško neki izdvojiti jer su svi bili favorit. Čuvaj se je od strane publike u časopisu "Rock" proglašen najboljim albumom u 1984. godini po mišljenju kritike i publike. Na snimanju materijala gostovali su Massimo Savić (gitara), Zoran Prodanović Prlja (vokal) i Edi Kraljić (vokal), dok su producenti bili Davor Tolja i Andrej Baša. Po objavljivanju albuma slijedi velika medijska pozornost za sastavom, gdje se nižu televizijski nastupi, dok rjeđe nastupaju u živo.
Sljedeće godine Tolja odlazi na odsluženje vojnoga roka, a tijekom njegovog redovnog dolaska snimaju mini LP Ja sam lažljiva. Na verziji koja je izašla na kazeti nalaze se dvije demosnimke koje je Tolja snimio još 1982. godine. Ovim albumom postižu još veću popularnost, a kao velike hit-skladbe između ostalih ističu se se "Voli me još ovu noć", "Ja sam lažljiva" i "Soba 23" za koju je snimljen erotični video uradak. U spotu zajedno s Marinom Perazić pojavljuje se i Edi Kraljić, koji je mijenjao Tolju dok je bio na odsluženju vojnoga roka. Kao tekstopisci na pjesmama potpisuju se Alka Vuica, Domenika Vanić i Mladen Popović. Na kraju godine od časopisa "Rock" pokupili su niz priznanja od kojih su neki najbolji video za pjesmu "Ja sam lažljiva" te proglašenje Marine Perazić najseksipilnijom i najpopularnijom pjevačicom godine. Nakon toga Marina Perazić i novosadski glazbenik Rex Ilusivii snimaju njegovu skladbu "Plava jutra", ali ona nikada nije objavljena.
Davor Tolja vraća se iz JNA 1985. godine. Sastav nastupa kao trio (Tolja-Perazić-Kraljić), najčešće po festivalima. U sklopu "Mirodroma" pojavljuju se na stadionu Poljud u Splitu, a potom i na festivalu MESAM gdje izvode vrlo zapaženu skladbu "Oaze snova". Marini je na MESAM-u također uručena nagrada za najbolju pjevačicu godine. Nastupaju na kvalifikacijama za pjesmu Eurovizije u Prištini, gdje su osvojili treće mjesto sa skladbom "Braća Grimm i Andersen".
U rujnu 1986. godine Marina Perazić odlazi iz sastava i kratko se posvećuje svojoj solo karijeri. Sljedeće godine objavljuje svoj samostalni album pod nazivom Marina na kojemu se najviše ističe skladba koja se i danas često čuje na radio postajama, "Kolačići". Na albumu se kao tekstopisci pojavljuju Alka Vuica i Marina Tucaković, dok je producent bio Mato Došen.
Davor Tolja i Edi Kraljić nastavljaju djelovati kao Denis & Denis, te okupljaju koncertnu postavu i prelaze na rock zvuk. Album Budi tu objavljuju 1988. godine na kojemu se izdvajaju skladbe "Miris krila anđela", "Bio sam dijete" i "Bengalski tigar". Tekstove potpisuju Davor Tolja, Edi Kraljić, Bora Đorđević i Mladen Popović. Nakon niza održanih koncerata na kojima je promoviran album, Denis & Denis iste godine prestaje s radom.

### Nakon raspada sastava
Marina Perazić nakon što je izašla iz skupine Denis & Denis i objavila svoj samostalni album Marina, 1988. godine odlazi u Sjedinjene Države. Živjela je u izvanbračnoj vezi s Ivanom Feceom Firčijem (bubnjar kultne beogradske skupine Ekatarina Velika), te rodila dvije kćerke Miju (1993.) i Lunu (1995.). Godine 1997. prekida vezu s Feceom i vraća se u Hrvatsku. U novije vrijeme bila je sudionica hrvatske i srpske verziji reality showa Farma.
Nakon što je Denis & Denis prestao s radom Davor Tolja se posvećuju studijskom radu kao producent i snimatelj. Godine 1990. objavljuje svoj solo album Stari mačak, na kojemu mijenja svoj stil i okreće se pop glazbi. U Portorožu 1991. godine dobio je prvu nagradu za aranžman. U to vrijeme osniva riječki Band Aid Rijeka mira, s kojim snima skladbe "Bedem ljubavi" i "Sretan Vam Božić". Sudjeluje kao solist na brojnim festivalima zabavne glazbe. Kao autor i producent surađuje s brojnim izvođačima, a 1997.g. s grupom "E.N.I." i pjesmom "Probudi me" pobijeđuje na "Dori" i sudjeluje na Eurosongu u Dublinu (Irska) gdje grupa E.N.I osvaja 17. mjesto.

### Povratak
U rujnu 2012. godine na konferenciji za novinare utemeljitelj i autor pjesama Davor Tolja najavio je regionalnu turneju sastava "Denis & Denis", sa sadašnjim i bivšim članovima grupe, kojom su obilježili 30. godišnjicu svog prvog nastupa održanog 1982. godine.
Krajem 2013. godine s pjevačicom Ruby Montanari Knez objavljuje novi album grupe "Denis & Denis" pod imenom "Restart".
Posljednjih godina Denis & Denis nastupaju u originalnoj postavi.

## Diskografija
Studijski albumi
- Čuvaj se! (1984.) - zlatna ploča
- Ja sam lažljiva (1985.) - zlatna ploča
- Budi tu (1988.)
- Restart (2013.)

Kompilacije
- Program tvog kompjutera (1995.)
- The Best Of Denis & Denis (2006.)
- 2 na 1 Collection (2010.)

Singlovi
- Program tvog kompjutera / Noć (1984.)
- Oaze snova / Voli me još ovu noć (1985.)
- Bengalski tigar / Bio sam dijete (1988.)

## Vanjske poveznice
- Diskografija sastava Denis & Denis